# Ditten
Ditten sind aus getrocknetem Kuhdung hergestellte rechteckige Platten, die bis in die 1950er Jahre – vor dem Anschluss an das Stromnetz – auf den holzarmen Halligen zum Heizen und Kochen verwendet wurden.

## Herstellung
Der Kuhmist, der für die Herstellung der Ditten notwendig war, wurde während des Winters in Behältern gesammelt, die im Boden eingelassen waren. Diese Mistpötte, die meistens an der Nordseite der Stallgebäude gelegen waren, fassten ca. 75 m³.
Der Kuhmist wurde im Frühjahr auf dem Warfthang ausgebreitet. Dann wurde er barfuß oder in Wollsocken angestampft, um der Masse die erste Feuchtigkeit zu entziehen. Anschließend wurde die Masse mit einem Stampfer zu einer gleichmäßig dicken Schicht gestampft.
Zwei bis drei Wochen später war der Mist angetrocknet und wurde mit dem Dittenstecher, einem spatenähnlichen Werkzeug, in etwa 20 × 20 cm große Rechtecke gestochen. Diese wurden aneinandergelehnt aufgestellt und mussten nochmals zwei bis drei Wochen trocknen.
Nach dieser Zeit wurden die Ditten umgedreht, um auch die Unterseite trocknen zu lassen. 
Nach weiteren 3 – 4 Wochen wurden die fertigen Ditten zunächst in sogenannten Klooten aufgesetzt und zum Herbst üblicherweise auf dem Dachboden gestapelt. Jeder Haushalt benötigte für eine Heizperiode ca. 20.000 Ditten. Zum Kochen und Heizen wurden sie täglich in das Dittenloch (einem Schacht, der vom Dachboden in die Küche führte) geschoben, so dass sie dort direkt am Bilegger zur Verfügung standen.